# Brachynomada argentina
Brachynomada argentina är en biart som beskrevs av Holmberg 1886. Brachynomada argentina ingår i släktet Brachynomada och familjen långtungebin. Inga underarter finns listade.